# Maker-with-Rame
Maker-with-Rame est une paroisse civile des Cornouailles, en Angleterre.